# 樋口了一
樋口 了一（ひぐち りょういち、1964年2月2日 - ）は、日本のシンガーソングライターである。

## 来歴・人物
熊本県立済々黌高等学校卒業。立教大学在学中からブラックミュージックバンド等で活動し、1993年にメジャーデビュー。エフエム北海道（Air-G'）のディレクターでフォークグループ『手風琴』のメンバーでもある藤井要一の後押しもあり、Air-G'及び北海道テレビと関わりを持つようになり、HTBの番組『水曜どうでしょう』シリーズのテーマソングにもなった『1/6の夢旅人』、『1/6の夢旅人2002』、著作権問題をクリアーした『1/6の夢旅人/二度目のありがとう』等の楽曲を発表。2009年には『手紙〜親愛なる子供たちへ〜』で日本レコード大賞優秀作品賞、日本有線大賞有線音楽優秀賞を受賞した。
歌手活動の傍ら、SMAP、TOKIO、20th Century、沢田研二、鈴木雅之、石川さゆり、郷ひろみ、中島美嘉等、歌手のジャンルを問わず楽曲を提供、また演劇集団キャラメルボックス等にも楽曲を提供している。
宅地建物取引士試験に合格している。
2007年3月頃から右手の不自由を感じるようになり、2008年頃からは声が出し辛く、ギターを弾く際にも指に違和感を覚える。それらの症状が日に日に顕著に現れたことから精密検査を受けた結果、2009年にパーキンソン病と診断された。
高齢の両親の介護のため、2011年より活動の拠点を故郷である熊本市に移している。同年、シンガーソングライター・村上ゆきとユニット『エンドレスライス』を結成。オリジナル曲を制作しつつ、不定期でライブ活動を行っている。
2012年4月30日放送の『ホリデー・ドキュメンタリー あなたの“心”を歌いたい〜シンガーソングライター・樋口了一〜』の番組内で、自身がパーキンソン病を患っていることを公表。
現在は、15枚目のシングル『手紙〜親愛なる子供たちへ〜』をより多くの人に届けたいという趣旨から、自身を手紙を届ける郵便配達人になぞらえ、応募制のミニライブ「ポストマンライブ」を全国各地で行っている。
2014年の24時間テレビで錦戸亮と、「パーキンソン病に罹り、6年ぶりに弾き語りに挑戦」と言う企画に出演、エンドレスライスのライブ等も多く映し出された。闘病中とされるパーキンソン病の影響については、一見するとわからない位安定しているように見える。これについては自身のブログやライブ等で、投薬の効果によるものであると述べている。しかし一方で「二つの事が同時にできなくなった」ことも増えたため、ライブでは歌うことと演奏することを同時に行わないことで不便をカバーしている。ポストマンのライブや「水曜どうでしょう祭り」等ソロ活動時は、常に古澤剛をはじめとしたサポートギタリストが入る。ただし、エンドレスライスの活動時のみ「許される環境」であるため、自らギターを弾きながら『1/6の夢旅人2002』『手紙〜親愛なる子供たちへ〜』『結婚写真』などを歌唱する事がある。
2023年10月7日に、初主演映画『いまダンスをするのは誰だ?』が公開された。

## ディスコグラフィー

### シングル
|      | リリース日     | タイトル                                                           | 規格          | 販売生産番号 |
| 1st  | 1993年7月28日  | いまでも                                                           | 8cmCD         | TODT-3075    |
| 2nd  | 1994年1月12日  | TAKE A CHANCE                                                      | 8cmCD         | TODT-3171    |
| 3rd  | 1994年6月17日  | Sugar Kiss 〜21世紀の恋をしよう〜 / 君が結婚するなんて思わなかった | 8cmCD         | TODT-3245    |
| 4th  | 1995年6月16日  | 憧れのレイナ                                                       | 8cmCD         | TODT-3409    |
| 5th  | 1995年12月25日 | Memories                                                           | 8cmCD         | TODT-3606    |
| 6th  | 1996年7月17日  | グラフィティ'70                                                    | 8cmCD         | TODT-3768    |
| 7th  | 1997年2月26日  | Anniversary song                                                   | 8cmCD         | TODT-3913    |
| 8th  | 1997年9月5日   | words of life                                                      | 8cmCD         | GOIS-0001    |
| 9th  | 2003年3月5日   | 1/6の夢旅人2002                                                    | 12cmCD        | RBT-301      |
| 10th | 2005年4月8日   | 1/6の夢旅人 / 二度目のありがとう                                   | 12cmCD        | OYS-4352     |
| 11th | 2006年7月7日   | windy train                                                        | 12cmCD        | OYS-4353     |
| 12th | 2006年7月7日   | 風の呼び声                                                         | 12cmCD        | OYS-4354     |
| 13th | 2006年8月4日   | 風の呼び声 / windy train                                           | 12cmCD        | OYS-4355     |
| 14th | 2007年2月9日   | ほのうた                                                           | 12cmCD CD+DVD | OYS-4356     |
| 15th | 2008年10月22日 | 手紙〜親愛なる子供たちへ〜                                         | 12cmCD        | TECG-17      |
| 16th | 2012年2月22日  | TEGAMI                                                             | 12cmCD        | TECG-40      |
| 17th | 2019年6月19日  | 永遠のラストショウ                                                 | 12cmCD        | OYS-4360     |
|      | 2022年9月7日   | いまダンスをするのは誰だ?                                          | 配信          |              |

### アルバム
|        | リリース日     | タイトル                                    | 規格       | 販売生産番号 |
| 1st    | 1993年9月1日   | あの頃の君がいるなら                        | 12cmCD     | TOCT-8105    |
| 2nd    | 1994年8月24日  | Easy Listening                              | 12cmCD     | TOCT-8485    |
| プロモ | 1995年         | 唯物史観と私                                | 12cmCD     | 非売品       |
| 3rd    | 1996年3月6日   | GOGH                                        | 12cmCD     | TOCT-9381    |
| mini   | 2004年3月5日   | lives                                       | 12cmCD     | OYS-4351     |
| Best   | 2006年11月15日 | ベストコレクション 〜あの頃の僕がいるなら〜 | 12cmCD     | TOCT-26139   |
| Live   | 2009年9月23日  | 時計台アコースティックライブ                | 12cmCD+DVD | TECG-30023   |
| 6th    | 2010年2月17日  | よろこびのうた                              | 12cmCD     | TECG-30031   |
| mini   | 2012年11月21日 | 了 〜はじまりの風〜                         | 12cmCD     | TECG-20075   |
| Best   | 2014年1月15日  | ゴールデン☆ベスト                           | 12cmCD     | TYCN-60112   |
| 7th    | 2023年8月16日  | いまダンスをするのは誰だ？                  | 12cmCD     | TECG-25134   |

### タイアップ曲
| 楽曲                              | タイアップ                                                                          |
| --------------------------------- | ----------------------------------------------------------------------------------- |
| TAKE A CHANCE                     | バンダイビジュアルオリジナルドラマ『プロミスリング 〜鹿島アントラーズ物語〜』主題歌 |
| Sugar Kiss 〜21世紀の恋をしよう〜 | テレビ東京『銀BURA天国』エンディングテーマ                                          |
| 君が結婚するなんて思わなかった    | テレビ東京『売れ線倶楽部』エンディングテーマ                                        |
| 憧れのレイナ                      | メナード フェアルーセント CMソング                                                  |
| Anniversary song                  | 㐧一パン50周年キャンペーンソング                                                    |
| 1/6の夢旅人                       | 北海道テレビ『水曜どうでしょう』テーマソング                                        |
| 1/6の夢旅人                       | 北海道テレビ『どうでしょうリターンズ』前期 エンディングテーマ                       |
| 1/6の夢旅人2002                   | 北海道テレビ『水曜どうでしょう』「原付ベトナム縦断1800km」エンディングテーマ        |
| 1/6の夢旅人2002                   | 北海道テレビ『どうでしょうリターンズ』後期 エンディングテーマ                       |
| 1/6の夢旅人2002                   | 北海道テレビ『水曜どうでしょう』DVDシリーズ エンディングテーマ                      |
| 1/6の夢旅人2002                   | 北海道テレビ『水曜どうでしょうClassic』エンディングテーマ                           |
| いまダンスをするのは誰だ?         | 主演映画『いまダンスをするのは誰だ?』主題歌                                         |

## 楽曲提供

### 作詞
- 鈴木雅之「Still Live In My Heart」

### 作曲
- 織田裕二「夜に叫んだ」
- 郷ひろみ「LIFE」
- 小橋賢児「STILL」
- 沢田研二「愛は痛い」「君にだけの感情（第六感）」「いい風よ吹け」
- SMAP「ラストシーン」「言えばよかった」
- 竹内めぐみ「あなたが笑えばいい」「孤独日和」
- 20th Century「always」
- TOKIO「Love & Peace」
- フラワーチルドレン「この雨が上がったら」「キスキス」

### 作詞・作曲
- 石川さゆり「朝花」「こころの色」
- 関ジャニ∞「F・T・O」「Carnival」
- KinKi Kids「冬のペンギン」
- こおり健太「どこから見てもへの字山」
- 鈴木紗理奈「Night and Day」
- SMAP「Possession Possession」「言えばよかった」
- TOKIO「IとYou気と」「約束の場所 〜Believe〜」「EMBLEM」「大波小波Rock'n Roll」「A Long Way Home」「GATTEN!」
- 中島美嘉「SONG FOR A WISH」
- 濱田マリ「パジャマトリッパー」
- 未来万紀「Innocent Memories」
- 森川美穂「それでもみんな生きている」「Soul Generation」

### 舞台提供曲
- 演劇集団キャラメルボックス「我が名は虹」「サンタクロースが歌ってくれた」他多数[6]

## 出演

### 映画
- いまダンスをするのは誰だ?（2023年10月7日、アークエンタテインメント） - 主演・馬場功一 役 ※主題歌・音楽も担当

### テレビ
- 水曜どうでしょう（1997年春、北海道テレビ） - 「サイコロ3」で自宅や東芝EMIでのレコーディング風景が公開されている。
- NHK歌謡コンサート（2009年5月26日、NHK）
- あなたが聴きたい歌の3時間半SP（2009年9月30日、TBS）
- 歌謡チャリティーコンサート（2009年11月23日、NHK）
- 24時間テレビ 愛は地球を救う37（2014年8月31日、日本テレビ系列）

ほか多数

### ラジオ
- 樋口了一のCAST YOUR DICE（2023年10月1日- 、FM熊本、日曜 7:30 - 8:00）
- 樋口了一の「風一途」（2013年10月6日 - 、熊本放送、日曜 20:00-20:30→月曜 23:00 - 23:30）